# Ursula Kessels
Ursula Kessels (* 1969) ist eine deutsche Psychologin, Professorin an der Freien Universität Berlin für den Bereich Bildungsforschung und geschäftsführende Herausgeberin des Fachmagazins Zeitschrift für Entwicklungspsychologie und Pädagogische Psychologie.

## Werdegang
Ursula Kessels studierte Psychologie an der Freien Universität Berlin und schloss ihr Studium 1998 mit Diplom ab. Im Anschluss dran arbeitete sie von 1998 bis 2001 als wissenschaftliche Mitarbeiterin an der Humboldt-Universität Berlin in der Arbeitsgruppe der Didaktik der Physik und promovierte 2001 zum Dr. phil. an der Freien Universität Berlin.
Daraufhin erfolgte ein einjähriger Wechsel an die Universität Dortmund, um als wissenschaftliche Mitarbeiterin im Fachbereich Psychologie mitzuwirken. 2002 kehrte sie als wissenschaftliche Mitarbeiterin für den Arbeitsbereich Schul- und Unterrichtsforschungen an die Freie Universität Berlin zurück. Dort erhielt sie 2007 ihre Habilitation (venia legendi) im Fach Psychologie.
Im Jahr 2008 übernahm sie die Vertretung des Lehrstuhles für Pädagogische Psychologie an der Helmut Schmidt-Universität Hamburg. 2009 trat sie dann die Professur für pädagogische Psychologie an der Universität zu Köln an. Seit 2013 ist sie Professorin für Bildungsforschung an der Freien Universität Berlin mit dem Schwerpunkt Heterogenität und Bildung.
Neben ihrer Arbeit als Universitätsprofessorin ist Ursula Kessels auch als geschäftsführende Herausgeberin für das Fachmagazin Zeitschrift für Entwicklungspsychologie und Pädagogische Psychologie tätig. Ebenso übernimmt sie gutachterliche Tätigkeiten für nationale und internationale Fachzeitschriften wie beispielsweise die Zeitschrift für Pädagogische Psychologie, die Zeitschrift für Pädagogik und das European Journal of Psychology of Education. Des Weiteren fungiert sie auch für wissenschaftliche Vereinigungen und Institutionen wie das Bundesministerium für Bildung und Forschung oder die Deutsche Forschungsgemeinschaft als Gutachterin.
Ursula Kessels leitete zudem mehrere Projekte der Deutschen Forschungsgemeinschaft (DFG). So arbeitete sie von 2010 bis 2016 gemeinsam mit Bettina Hannover an dem Projekt „Sind Jungen die neuen Bildungsverlierer? Empirische Evidenz, mögliche Ursachen und pädagogisch-psychologische sowie bildungspolitische Schlussfolgerungen“. Seit 2018 widmet sie sich dem DFG-Projekt „Leistungsfeedback an Lernende mit Migrationshintergrund: Hinweise auf einen positiven Feedback-Bias?“.

## Forschung
Ursula Kessels widmet sich aktuellen Fragen der Schul- und Unterrichtsforschung mit dem Schwerpunkt Heterogenität. Dabei befasst sie sich vor allem mit dem sozialen Merkmal Geschlecht und wie sich diese auf motivationale, identitätsbezogene und einstellungsbezogene Faktoren von Schülern auswirkt. In diesem Zusammenhang wirkte sie auch bei der Entwicklung des Interests as Identity Regulation Models mit. Diese bildet ab, wie schulische Interessens- und Leistungsentwicklung mit der Identitätsentwicklung von Kindern und Jugendlichen interagiert.
Ergänzend dazu untersucht sie die Effekte von Koedukation bzw. Monoedukation geschlechterstereotyper Schulfächer. Ihr Forschungsvorgehen zeichnet sich dabei vor allem durch Evaluationsstudien und experimentelle Designs aus.
Durch ihren Forschungsschwerpunkt und ihre zahlreichen Publikationen zählt Ursula Kessels somit laut Birgit Spinath zu den führenden Expertinnen im Bereich Geschlecht und Schulerfolg.

## Publikationen (Auswahl)
- U. Kessels (2002). Undoing Gender in der Schule. Eine empirische Studie über Koedukation und Geschlechtsidentität im Physikunterricht. Weinheim/München: Juventa. ISBN 3-7799-1439-5
- U. Kessels (2005). Fitting into the stereotype: How gender-stereotyped perceptions of prototypic peers relate to liking for school subjects. European Journal of Psychology of Education, 20 (3), 309-323.
- U. Kessels (2007). Identifikation mit naturwissenschaftlichen Fächern: Ein Vergleich von Schülerinnen einer monoedukativen und einer koedukativen Schule. In L. Herwartz-Emden (Hrsg.). Neues aus alten Schulen (S. 161-180). Opladen: Barbara Budrich.
- U. Kessels und B. Hannover (2007). How the image of math and science affects the development of academic interests. In M. Prenzel (Hrsg.). Studies on the educational quality of schools. The final report on the DFG Priority Programme (S. 283-297). Münster: Waxmann.
- U. Kessels (2012). Selbstkonzept: Geschlechtsunterschiede und Interventionsmöglichkeiten. In H. Stöger, A. Ziegler & M. Heilemann (Hrsg.): Mädchen und Frauen in MINT: Bedingungen von Geschlechtsunterschieden und Interventionsmöglichkeiten (S. 165-191). Münster: LIT-Verlag.
- U. Kessels und A. Heyder (2018). Geschlechtsunterschiede. In D. Rost, J. Sparfeldt & S. Buch (Hrsg.). Handwörterbuch Pädagogische Psychologie (5. aktualisierte Auflage) (S. 209-217). Weinheim: Beltz. ISBN 978-3-621-28297-0
- A. Heyder, U. Kessels und J. Retelsdorf (2019). Geschlechterstereotype in der Schule. Themenheft der Zeitschrift für Entwicklungspsychologie und Pädagogische Psychologie, 51(2).

## Mitgliedschaften und Wirken in wissenschaftlichen Vereinigungen
- Ursula Kessels ist Mitglied in der Deutschen Gesellschaft für Psychologie. Sie wirkt in den Fachgruppen Pädagogische Psychologie und Sozialpsychologie mit. In der Fachgruppe Pädagogische Psychologie fungiert sie zudem als Gutachterin für die Auswahl des Dissertationspreises und des Nachwuchsförderpreises.[4]
- Ursula Kessels ist Mitglied in der Gesellschaft für Empirische Bildungsforschung. Auch dort ist sie als Gutachterin für den Nachwuchspublikationspreis tätig.[4]
- Ursula Kessels war von 2016 bis 2020 wissenschaftliche Beirätin des Wissenschafts-Campus Kiel (KiSOC), welcher vom Leibniz-Institut für die Pädagogik der Naturwissenschaften und Mathematik getragen und organisiert wird.[12]
- Ursula Kessels ist Unterstützerin des humanistischen Bertha von Suttner Studienwerks, dieses setzt sich durch die finanzielle und ideelle Förderung von Studierenden für eine gerechtere Gesellschaft und eine wissenschaftliche Weltsicht ein.[13]